# マイケル・シェイボン
マイケル・シェイボン（Michael Chabon、1963年5月24日 - ）は、アメリカ合衆国の作家、脚本家。
SFを中心に様々な作品を書いており、これまでにピューリッツァー賞 フィクション部門やネビュラ賞 長篇小説部門、ヒューゴー賞 長編小説部門、サイドワイズ賞などを受賞している。妻は作家のアイアレット・ウォルドマン。 

## 経歴
ワシントンD.C.に生まれ、その後ペンシルベニア州やメリーランド州などで青年期を送る。カーネギーメロン大学に入学、その後ピッツバーグ大学に移り学士を修了。カリフォルニア大学アーバイン（UCアーバイン）で修士を取得する。カリフォルニア大学在学中に書いた最初の小説、『ピッツバーグの秘密の夏』がベストセラーとなり、小説家、また脚本家として成功の道をたどり始める。さまざまなハリウッド映画の脚本の起草を行っており、『スパイダーマン2』の脚本の草稿などを手がけ、また自身の小説である『ワンダー・ボーイズ』も映画化された。2000年に出版した『カヴァリエ&クレイの驚くべき冒険』が、ニューヨーク・タイムスベストセラーに選ばれ、翌年に同作品でピューリッツァー賞を受賞した。他、雑誌や新聞などで、離婚、ゲイ、バイセクシャル、ユダヤ人種問題などの社会問題をテーマに執筆活動をしている。2020年配信予定のテレビドラマシリーズ『スタートレック:ピカード』では製作総指揮チームの一員となる。

## 作品

### 長篇
- 『ピッツバーグの秘密の夏』The Mysteries of Pittsburgh (1988)
- 『ワンダー・ボーイズ』Wonder Boys (1995)
- 『カヴァリエ&クレイの驚くべき冒険』The Amazing Adventures of Kavalier & Clay (2000)
  - 2001年、ピューリッツァー賞を受賞。
- 『サマーランドの冒険』Summerland (2002)
- 『シャーロック・ホームズ 最後の解決』The Final Solution (2004)
- 『ユダヤ警官同盟』The Yiddish Policemen's Union (2007)
  - 2007年にネビュラ賞 長篇小説部門とサイドワイズ賞を受賞
  - 2008年にローカス賞 SF長篇部門とヒューゴー賞 長編小説部門を受賞。
- Gentlemen of the Road (2007)

### 短篇集
- 『モデル・ワールド』A Model World and Other Stories (1991)
- 『悩める狼男たち』Werewolves in Their Youth (1999)

### ノンフィクション
- Maps and Legends (2008)

### 脚本
- スタートレック:ショートトレック 『宇宙の恋人』"Calypso" (2018年)
- スタートレック:ショートトレック "Q&A" (2019年)